# ボイラー溶接士
ボイラー溶接士（ボイラーようせつし）は、労働安全衛生法に規定された国家資格（労働安全衛生法による免許証）の一つで、ボイラー溶接士免許試験に合格し、免許の交付を受けた者をいう。

## 概要
労働安全衛生法（昭和47年法律第57号）第61条では、事業者は、政令で定める一定の業務については、都道府県労働局長の当該業務に係る免許を受けた者又は都道府県労働局長の登録を受けた者が行う当該業務に係る技能講習を修了した者その他厚生労働省令で定める資格を有する者でなければ、当該業務に就かせてはならないとしている。
そして、就業制限に係る業務の一つとして労働安全衛生法施行令（昭和47年政令第318号）は「ボイラーボイラー又は第一種圧力容器（小型圧力容器を除く）の溶接（自動溶接機による溶接、管（ボイラーにあっては、主蒸気管及び給水管を除く）の周継手の溶接及び圧縮応力以外の応力を生じない部分の溶接を除く）の業務」について就業制限を設けており（労働安全衛生法施行令第20条第4号）、当該業務については労働安全衛生施行規則（昭和47年労働省令第32号）により、その業務の内容に応じて特別ボイラー溶接士免許又は普通ボイラー溶接士免許を受けた者でなければ、当該業務に就かせてはならないとしている（労働安全衛生施行規則別表第三）。

### 区分
- 特別ボイラー溶接士 - ボイラー（小型ボイラーを除く。）又は第一種圧力容器（小型圧力容器を除く。）の溶接（自動溶接機による溶接、管（ボイラーにあっては、主蒸気管及び給水管を除く。）の周継手の溶接及び圧縮応力以外の応力を生じない部分の溶接を除く。）の業務ができる。
- 普通ボイラー溶接士 - ボイラー（小型ボイラーを除く。）又は第一種圧力容器（小型圧力容器を除く。）の溶接の業務のうち、溶接部の厚さが25 mm以下の場合又は管台、フランジ等を取り付ける場合の溶接の業務ができる。

### 有効期限
2年
労働安全衛生法に規定された二十数種の免許のうち、このボイラー溶接士については免許に有効期限があり（溶接作業に従事していないと、資格に必要な技能の維持が難しくなるため）、更新手続が必要となる。

### 他資格の受験資格等との関係
- 特別ボイラー溶接士は、職業訓練指導員 (溶接科)免許試験の受験資格と実技、一部学科の免除が得られる。普通ボイラー溶接士は同試験の受験資格のみ得られる。

## 免許試験
学科試験と実技試験がある。全国の安全衛生技術センターで3月上旬頃、9月中旬頃の2回、学科試験が行われ、その合格者に対し約1か月後に実技試験が行われる。

### 受験資格
- 特別ボイラー溶接士
  - 【学科】普通ボイラー溶接士免許を受けた後、1年以上ボイラー又は第一種圧力容器の溶接作業の経験がある者（ガス溶接、自動溶接を除く）。
  - 【実技】学科試験合格後引き続き受験する者又は学科試験全部免除者。
- 普通ボイラー溶接士
  - 【学科】1年以上溶接作業の経験がある者（ガス溶接・自動溶接を除く）。
  - 【実技】学科試験合格後引き続き受験する者又は学科試験全部免除者。

### 試験科目
特別ボイラー溶接士
- 学科（40問150分）

1. ボイラーの構造及びボイラー用材料に関する知識（5問）
2. ボイラーの工作及び修繕方法に関する知識（5問）
3. 溶接施行方法の概要に関する知識（10問）
4. 溶接棒及び溶接部の性質の概要に関する知識（6問）
5. 溶接部の検査方法の概要に関する知識（3問）
6. 溶接機器の取扱方法に関する知識（3問）
7. 溶接作業の安全に関する知識（3問）
8. 関係法令（5問）

- 実技（1本60分）

1. 指定条件での被覆アーク溶接（横向き突合せ溶接。板厚25mm幅150mm、試験時間は裏当て金の仮付け溶接開始から試験板提出まで60分。使用できる溶接棒の種類が指定されている。）

普通ボイラー溶接士
- 学科（40問150分）

1. ボイラーの構造及びボイラー用材料に関する知識（5問）
2. ボイラーの工作及び修繕方法に関する知識（5問）
3. 溶接施行方法の概要に関する知識（10問）
4. 溶接棒及び溶接部の性質の概要に関する知識（6問）
5. 溶接部の検査方法の概要に関する知識（3問）
6. 溶接機器の取扱方法に関する知識（3問）
7. 溶接作業の安全に関する知識（3問）
8. 関係法令（5問）

- 実技（2本60分）

1. 指定条件での被覆アーク溶接（下向き突合せ溶接と立向き突合せ溶接。板厚は両者とも板厚9mm幅150mm、試験時間は裏当て金の仮付け溶接開始から試験板提出まで両方合わせて60分。使用できる溶接棒の種類が指定されている。）

### 近年の試験実施状況
| 実施年度 | 受験者数 | 合格者数 | 合格率 |
| -------- | -------- | -------- | ------ |
| 2019年度 | 148人    | 104人    | 70.3%  |
| 2020年度 | 104人    | 78人     | 75.0%  |
| 2021年度 | 94人     | 67人     | 71.3%  |
| 2022年度 | 148人    | 103人    | 69.6%  |
| 2023年度 | 133人    | 93人     | 69.9%  |
| 2024年度 | 139人    | 89人     | 64.0%  |

| 実施年度 | 受験者数 | 合格者数 | 合格率 |
| -------- | -------- | -------- | ------ |
| 2019年度 | 141人    | 129人    | 91.5%  |
| 2020年度 | 126人    | 107人    | 84.9%  |
| 2021年度 | 90人     | 81人     | 90.0%  |
| 2022年度 | 141人    | 136人    | 96.5%  |
| 2023年度 | 117人    | 102人    | 87.2%  |
| 2024年度 | 133人    | 116人    | 87.2%  |

| 実施年度 | 受験者数 | 合格者数 | 合格率 |
| -------- | -------- | -------- | ------ |
| 2019年度 | 926人    | 549人    | 59.3%  |
| 2020年度 | 716人    | 435人    | 60.8%  |
| 2021年度 | 504人    | 273人    | 54.2%  |
| 2022年度 | 837人    | 459人    | 54.8%  |
| 2023年度 | 723人    | 493人    | 68.2%  |
| 2024年度 | 780人    | 362人    | 46.4%  |

| 実施年度 | 受験者数 | 合格者数 | 合格率 |
| -------- | -------- | -------- | ------ |
| 2019年度 | 719人    | 464人    | 64.5%  |
| 2020年度 | 666人    | 420人    | 63.1%  |
| 2021年度 | 384人    | 234人    | 60.9%  |
| 2022年度 | 716人    | 448人    | 62.6%  |
| 2023年度 | 732人    | 441人    | 60.2%  |
| 2024年度 | 525人    | 352人    | 67.0%  |